# Éntudat

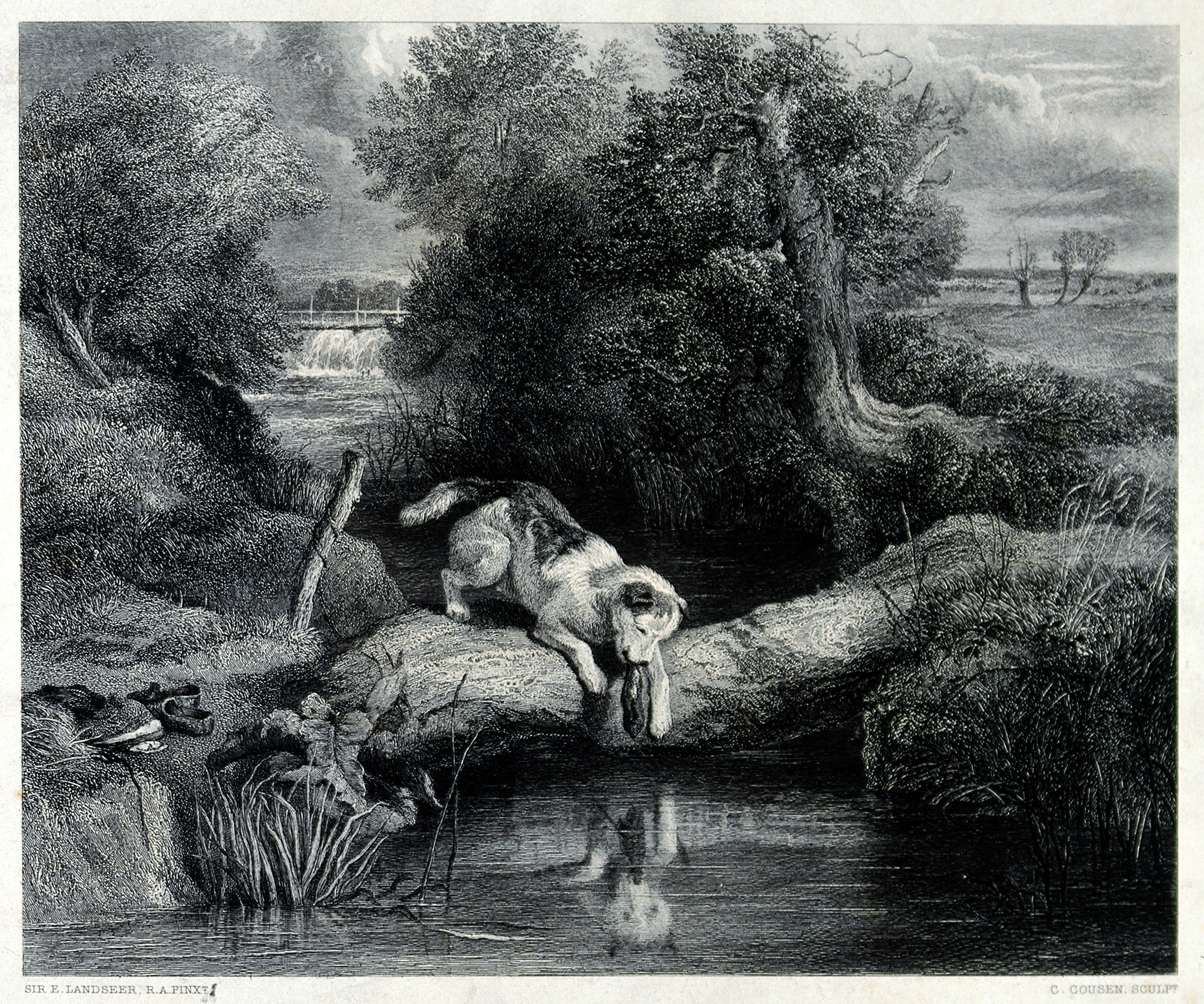
Művészi kísérlet az éntudat ábrázolására

Az éntudat filozófiai és pszichológiai fogalom. Általánosságban az önmagunkra való reflexiót, önmagunknak a környezettől való elkülönülését, elhatárolását és az ennek hatására kialakult énképet illetve szemléleti módot értik alatta.
Az ember az érzékelés, észlelés, gondolkodás, emlékezés és más agyi tevékenységek segítségével képes arra, hogy önmagát a környezettől elhatárolva, különálló létezőként lássa.

## Filozófiai megközelítés

### ÉntudatA teóriaértelmezése szerint
A teória értelmezése szerint az éntudat gondolatok összessége, az elme reakciója a külvilágra, védekező mechanizmus, mellyel elkülöníti magát a külvilágtól. Működése reflexszerű: az agy önműködően reagál a külvilágra, legtöbbször indulatok segítségével. A működési mechanizmusát a múltban történt, meg nem értett dolgok, vagyis a törések határozzák meg. Az éntudatnak mint védekező rendszernek jellemzője, hogy csak akkor és ott érhető tetten, ahol és amikor a külvilágra reagál.
Működését legkönnyebben megérteni talán a kialakulásán és fejlődésén keresztül lehet:
- Születéskor a gyermek nem rendelkezik éntudattal, nem különíti el magát a külvilágtól, önmagát a valóság részeként éli meg, egyensúlyban van a valósággal.
- Ahogy egyre több inger éri, azok egy részét úgy értelmezi, hogy azok a valóság egy pontja felé mutatnak: őfelé. Néven szólítják, megérintik, figyelmet kap.
- Eljut arra a pontra, ahol azt kezdi gondolni, hogy a külvilágból érkező ingereknek ő a középpontja – itt pedig megtörik az egyensúly a valósággal, hiszen az, hogy ő középpontja valaminek, az csupán a képzeletben van, nem valóságos. Ez a momentum tekinthető az éntudat kialakulási pontjának.
- A kialakuló éntudat gyűjtögetésbe kezd. A tárgyak, információk, ingerek, emlékek, tudásanyag, élmények, visszaigazolások birtoklása (ami szintén nem valóság, a birtoklás is csupán gondolati szinten értelmezhető) által igyekszik önmagát létezővé tenni, megerősíteni a saját létezését. Mivel az összegyűjtött dolgok segítségével határozza meg magát, azok a számára értéket képviselnek, és céljává válik, hogy megvédje mindazt, ami az övé.
- A beérkező ingerek között van olyan, amit nem ért meg, mert nincs eszköze hozzá. Ezeket törésként éli meg, negatívnak vagy pozitívnak minősíti és elraktározza. Ha legközelebb ehhez hasonló inger éri, megpróbálja megvédeni magát tőle vagy megszerezni azt (a minősítéstől függően), többnyire valamilyen indulattal. Ezeket az indulatokat az agy automatikusan indítja, reagál a külvilág ingereire.
- A védekezés akkor is aktív maradhat, amikor már meglennének az eszközök a kérdéses törésként megélt események megértésére – de ekkor már van lehetősége arra, hogy megértse azokat.
- Ezek a törések alkotják az éntudat, a védekező rendszer "falát". Kb. 2-5 éves korra annyi törés éri a gyermeket, hogy a védekezőrendszer körbezáródik, onnantól teljesen különválasztja magát a külvilágtól.
- Pubertáskorban a rendszer befelé is bezárul, vagyis az ember az érzésektől is elzárja magát.

A gyűjtögetés, a védekezés továbbra is folyik, az éntudat tartalma cserélődhet, bővülhet is bizonyos szintig, az egyén pedig azonosítja önmagát a védekező mechanizmussal.

### Éntudat mint szemléleti mód
A teoretika c. rendszeralkotó filozófiai mű az éntudatot az egyénre jellemző szemléleti módként írja le.
Szemléleti módok azon módok, ahogyan egy egyén szemlélni (figyelni, a figyelmét irányítani) képes. A szemlélet két dologból, a szemlélő (azonosulás) és a szemlélt (fókusz) összességéből tevődik össze. Egyszerűbben: a figyelemben benne van az, aki figyel és az, amit figyel. Attól függően, hogy az azonosulás és a fókusz "hol" helyezkedik el, mire irányul, milyen viszonyban van egymással, meghatározható a profil, az éntudat és az öntudat szemléleti módját.
A profil szemléleti módjában az egyén fókusza nincs kapcsolatban az azonosulásával, vagyis a környezetére figyel, de önmagára nem irányítja a figyelmét.
Az éntudat szemléleti módjában a fókusza és azonosulása összeér, vagyis elkezdi látni azt, aki figyel, miközben figyel. Erre a szemléleti módra a kételkedés jellemző, az egyén ekkor reflektál valamelyest önmagára, de nem látja magát a maga teljességében, nem tudja, a külvilágában mennyiben látja önmagát és mennyire a valóságot.
Az öntudat szemléleti módjában a fókusz és az azonosulás egybeesik.

## Pszichológiai megközelítés
Az emberhez tartozik az a képesség, hogy képes önmagára reflektálni, tudni magáról. A magunkra vonatkozó ismereteknek (lásd még: önismeret, erősségeink, gyengeségeink ismerete) fontos szerepe van abban, hogyan alakítjuk ki a kapcsolatainkat, tevékenységeinket. A pszichológia megfogalmaz pozitív és negatív énképet is aszerint, hogy valaki hogyan minősíti azt a képet, amelyet önmagáról kialakít. A pozitív énképpel rendelkezők könnyebben boldogulnak nehézségekkel szembesülve, míg a negatív énképpel bíróknak nehézséget okozhat a saját képességeik kibontása is. Az énképünk, önmagunk észlelése segít a döntéshozásban, segítség az alkalmazkodásban is. Az énképet saját észlelésünkön túl másoktól kapott visszajelzések alapján is formáljuk.
Az éntudat a személyiség központja.

### Kialakulása és fejlődése gyermekkorban
A csecsemőnek még nincs éntudata. Az éntudat fejlődése, az én kiválása a környezet egységből lassú folyamat.
- testséma kialakulása: a gyermek tapasztalatokat szerez saját testéről vonatkozóan, idővel képes összekötni az észlelési és mozgási tapasztalatait (pl. 4-5 hónapos kor körül meg tudja fogni azt, amit lát), a cselekvés és annak tárgya szétválik. A mozgás, viselkedés szabályozásának fejlődése során alakul ki egy kép a saját testről.
- társas kapcsolatok alakulása: a szülő, a gyermeket körülvevő személyek és a gyerek között kialakuló kapcsolatok szintén jelentős hatással vannak az éntudat kialakulására. A csecsemő állapotjelzéseivel tudja kifejezni szükségleteit, ösztöneinek kielégítése, ezzel együtt a környezetébe vetett bizalma azon múlik, hogy a szülő tudja-e értelmezni a csecsemő jelzéseit, válaszol-e az igényeire. A köztük kialakult kommunikáció milyensége befolyással van az énkép kialakulására. Amennyiben például kialakul és jól működik köztük a kommunikáció, az a gyermeket megerősíti abban, hogy érdemes jeleznie, mert kap rá reakciót. Ezzel a pozitív énkép alapjait fekteti le a szülő. A szülőkkel folytatott játékokban és más interakciókban (pl.: fürdetés, pelenkázás, stb.) az aktív és passzív szerepek váltakozásával lassan kialakul a gyermek saját énje.

### Tükörstádium
A "tükörstádium" kifejezés Jacques Lacan francia pszichoanalitikus elnevezése arra a korszakra, amikor a gyermekek a tükör előtt, saját tükörképükkel szembesülve önfelismerése utaló reakciókat adnak. (Lacan ezt az időszakot 6 hónapos kor utánra, más források 9-15 hónapos kortól kezdődően datálják.)
Michael Tomasello amerikai pszichológus szerint a tükörben az önmagunkkal való szembesülés az a mechanizmus, "amely segítségével az individuum saját magán kívülre tud kerülni, hogy úgy nézzen magára, mint egy tárgyra".

## Éntudat az antropozófia szerint
Rudolf Steiner, az antropozófia alapítója szerint az éntudat kialakulásához énre, individuumra van szükség. Individuum alatt azt az önmagában létezőt érti, aki tudati fejlődésének bizonyos fokán képes önmagát tudatosítani. Steiner szerint az éntudat két-hároméves korra jelenik meg, de csak a 20-21. évet betöltve alakul ki teljesen. Az éntudat a gondolkodó képesség révén születik meg. Kialakulása gondolkodás nélkül nem lehetséges. Amikor a kisgyermek énje gondolkodik és gondolkodását nem az önmagán kívüli létre irányítja, hanem önmagára, a tudatába villan énje, és kialakul róla a tudata. Ez Steiner megfigyelései szerint intuitív felismerés és általában hároméves kor körül következik be, amelyet aztán az ember gondolkodása felvesz magába és az ehhez köthető úgynevezett tárgyi tudatállapotban mindig fenntartja.
Az éntudat tehát annyiban lehet jelen egy adott tudatállapotban, amennyiben a gondolkodás képessége is jelen van. Álomban ez csak nagyon halványan lehet jelen, mert a gondolkodás alig van jelen benne. Az álom nélküli alvásállapotban pedig egyelőre egyáltalán nincs az embernek éntudata, mert nem képes közben gondolkodásra.
Az antropozófia szerint az ún. érzékfeletti tudatállapotokban az éntudat is megtartható, sőt jelenlétének intenzitása fokozható; kiterjeszthető az álom nélküli alvásra is, sőt tudatfolytonosság is létrehozható.